# Pavillon d'Amour de la Reine Jeanne
Le pavillon d’Amour de la Reine Jeanne du lieu-dit « Le Vallon » aux Baux-de-Provence en Provence est un temple de style arts décoratifs-Renaissance érigé par la baronne des Baux Jeanne de Quiqueran au XVIe siècle. Il est classé aux monuments historiques depuis le 25 novembre 1905.

## Historique
Au XVIe siècle, la baronne Jeanne de Quiqueran  (épouse d'Honoré des Martins (1567-1582) baron des Baux de 1568 à 1581) (voir liste des seigneurs des Baux) fait ériger ce petit « temple de l’amour romantique » au fond d'un petit jardin d’ornement appartenant à la famille des Baux, orné de cyprès dans le « vallon de la Fontaine » près de l'ancien lavoir aux portes des Baux-de-Provence.
Ce monument totalement délabré est malheureusement laissé à l’abandon depuis plusieurs années. Le jardin d’agrément l’est également. 
Ces photographies anciennes ne reflètent pas  ce qu’est le jardin actuel. 

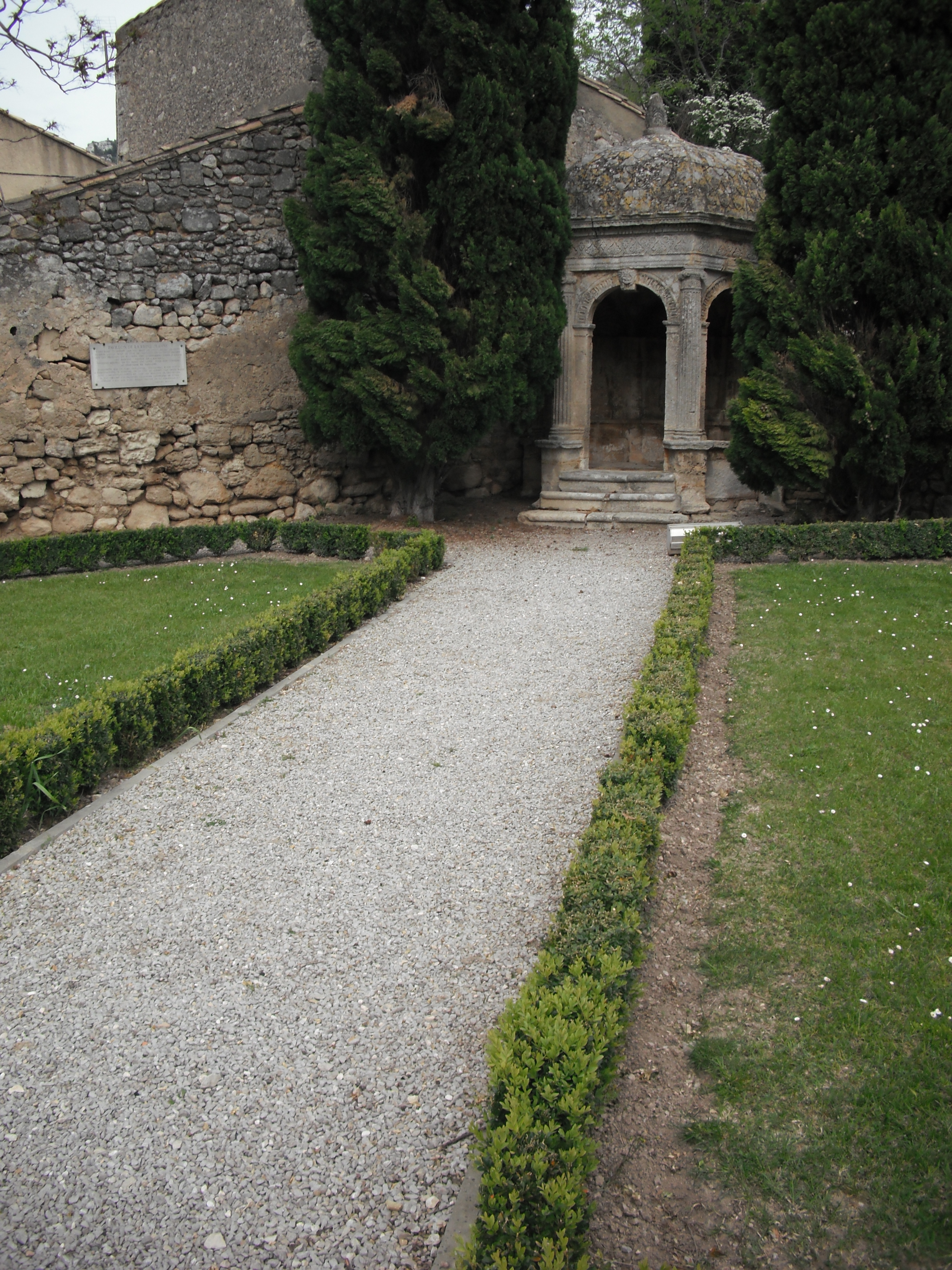
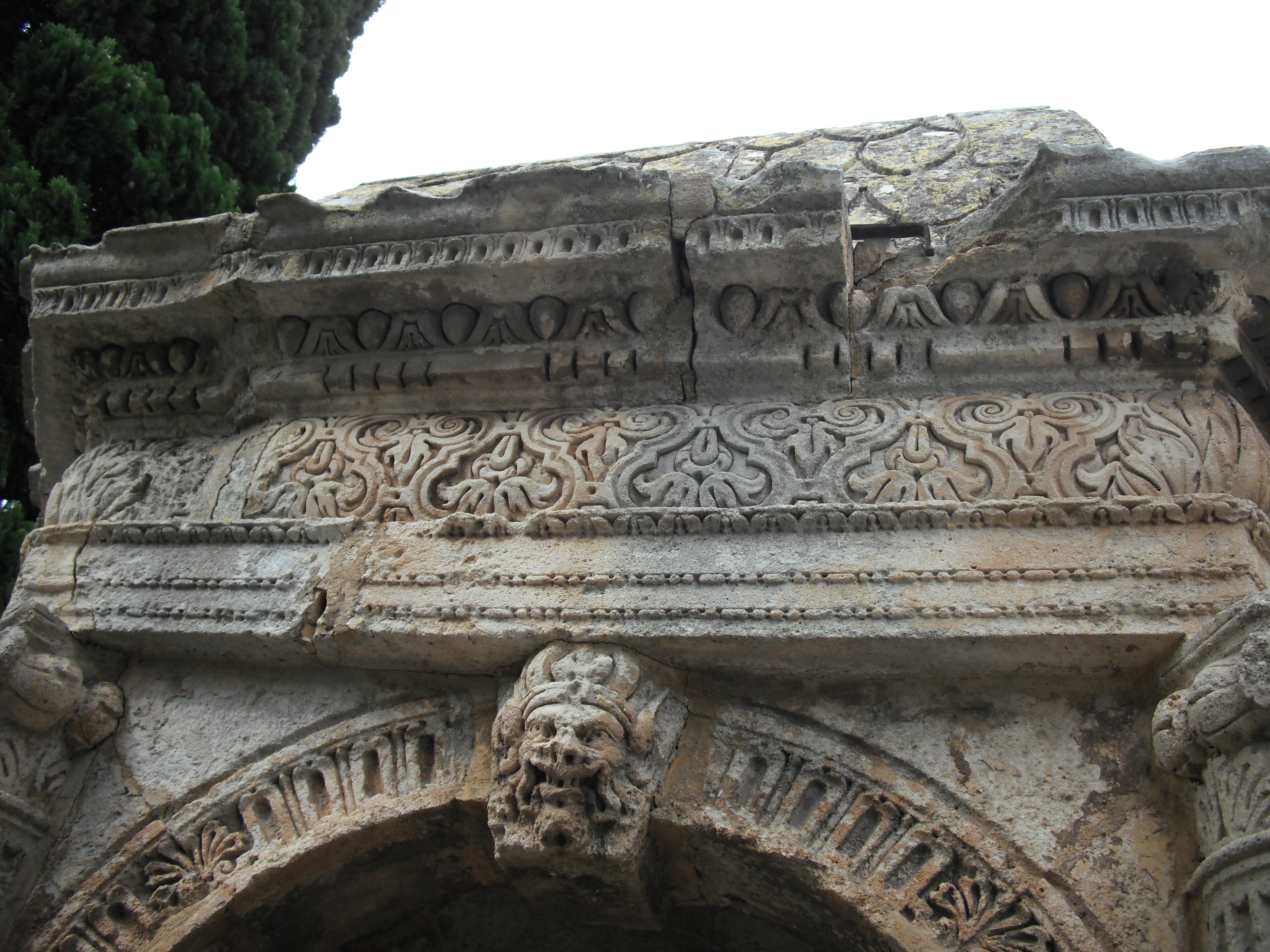
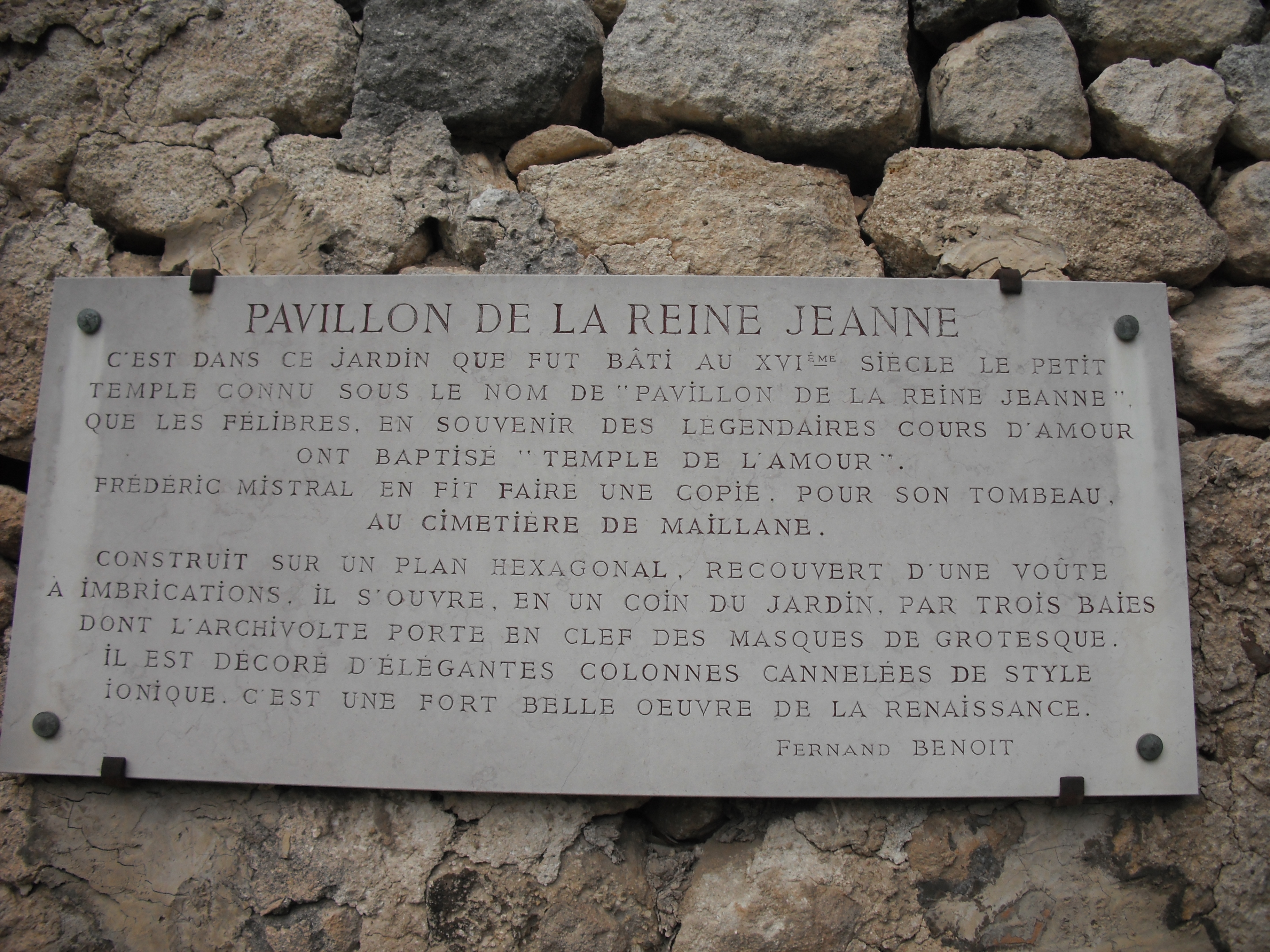

## Répliques
En 1906 l’écrivain Frédéric Mistral fait construire une réplique de ce pavillon pour son tombeau dans lequel il repose depuis 1914 au cimetière de Maillane. Compte tenu de l’état d’abandon de l’original qui menace de s’écrouler, cette réplique risque d’être bientôt, en Provence, le seul témoin de ce que fût ce pavillon. 
À la fin des années 1920, Gustave Trasenster, grand industriel originaire du hameau de Desnié dans l'actuelle commune de Theux, beau-fils du banquier Ernest Nagelmackers et directeur général de la Société anonyme d'Ougrée-Marihaye dans le bassin sidérurgique liégeois fait aussi construite une réplique tout à fait identique devant servir de tombeau familial et dans lequel il repose lui-même depuis 1931.

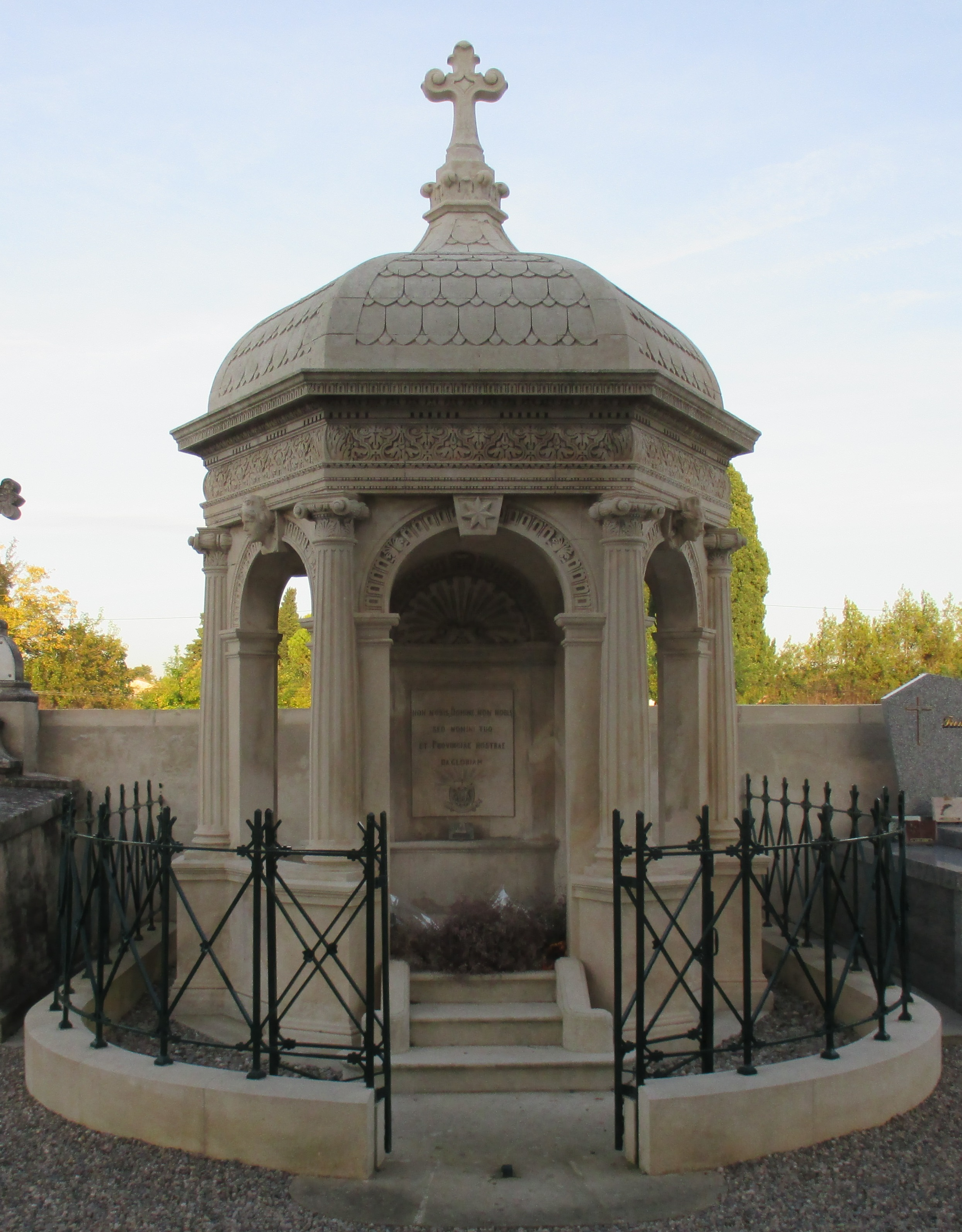
Tombeau de Frédéric Mistral au cimetière de Maillane
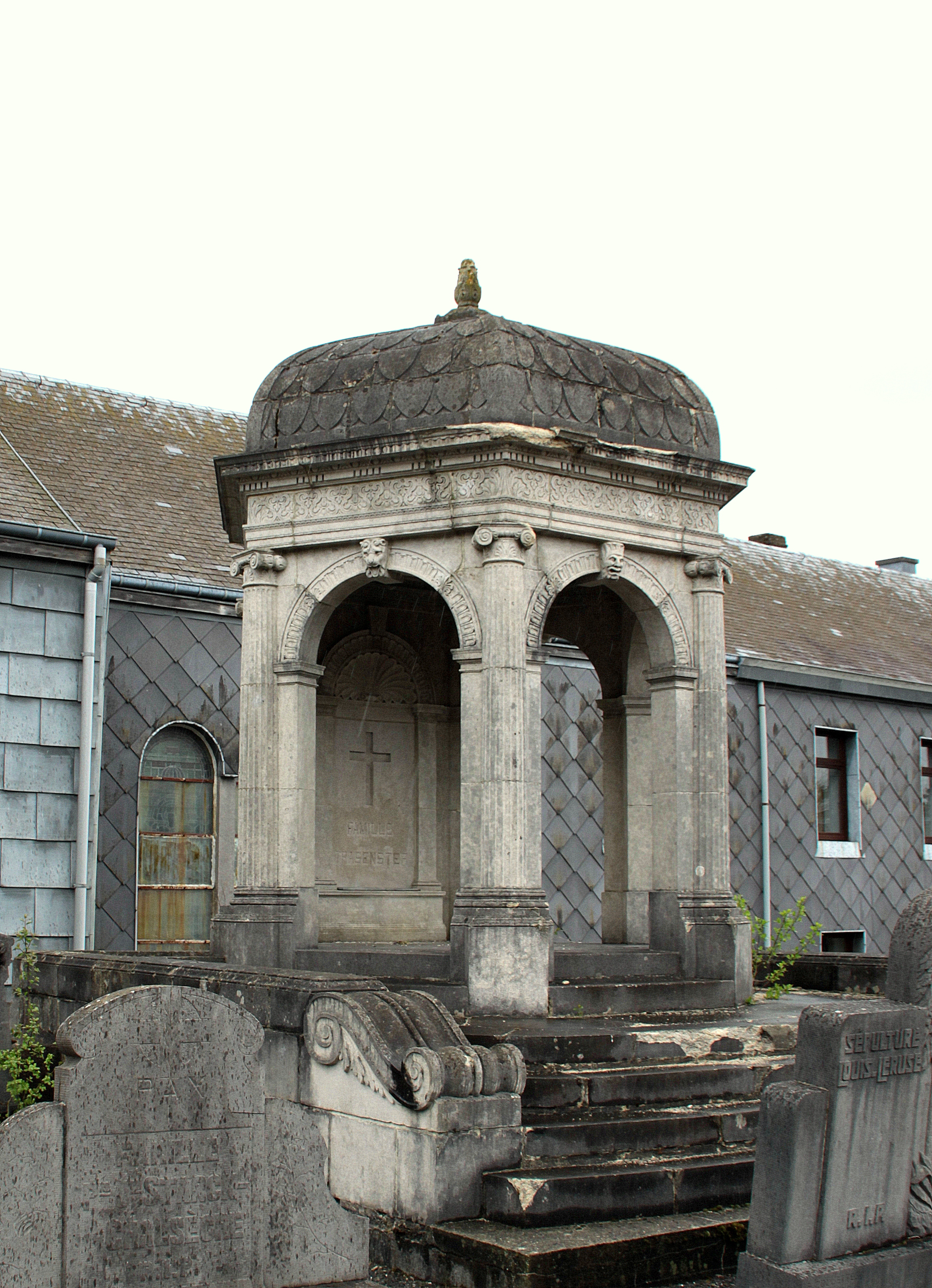
Tombeau de la famille Trasenster au cimetière de Desnié